# Химран
Химран (азерб. Ximran) — селение в Исмаиллинском районе Азербайджана.

## География
Химран расположен при речке Занги-чай. В литературе второй половины XIX века можно встретить два названия селения «Химранъ (Зангы)» и следующую запись: «Въ 1-й верстѢ отъ деревни, на западъ, на горѢ — вѢчные огни (Аташга)».
К северу простирается урочище Чалахур. Южнее Химрана расположено селение Ахан и далее от него  посёлок Лагич.

## История
В XIX — начале XX веков Химран находился в составе Российской империи. После присоединения и упразднения Ширванского ханства на территории бывшего ханства была образована Ширванская провинция. Среди магалов Ширванской области был Лагичский магал. Некоторые сведения о Химране имеются в «Описание Ширванской провинции», составленном в 1820 году. В нём сообщается о наличии 16 семейств, платящих подать и о том, что не платящими были один мулла и один кевха. 
Селение относилось к Лагичскому магалу и во время существования Шемахинской губернии (1846—1859). В «Кавказском календаре» на 1856 год можно встретить название селения буквами местного языка (ﺧﻤﺮﺍﻥ).
После того, как губернские учреждения были переведены в Баку, губернию переименовали в Бакинскую. В последующем Химран принадлежал к селениям Шемахинского, а одно время и Геокчайского уездов.
Это была казённая деревня. В конце XIX века она вместе с Вашей и Мюдри составляли Химранское сельское общество, а в начале XX века Химран и Аган были двумя селениями Аганского общества.
Уездная система сохранялась и после образования Азербайджанской ССР. В те годы Химран административно входил в состав Шемахинского уезда и с 5 другими населёнными пунктами (Аган, Кейдан, Мушкамир, Намязгяр и Лагич) относился к Лагичскому сельскому обществу. Затем уездную систему заменили на окружную, а дальше — на районную. В 1931 году в составе Советского Азербайджан бы образован Исмаиллинский район. Химран и ещё три населённых пункта (Кодан, Ахан и Дуварян) стали частью Аханского сельского Совета (сельсовета) данного района.

## Население
На протяжении второй половины XIX — начала XX веков жители Химрана фиксировались либо как азербайджанцы, либо как таты. Также они упоминались как сунниты, в то время как ближайшие поселения — Ахан и Лагич — населяли преимущественно шииты.

### XIX век
В «Описании Ширванской провинции», составленном в 1820 году, Химран упоминается как «татарское селение» (азербайджанское селение). Согласно «Кавказскому календарю» на 1856 год в Химране проживали «татары-мухаммедане» (азербайджанцы-мусульмане). 
По данным списков населённых мест Бакинской губернии от 1870 года, составленных по сведения камерального описания губернии с 1859 по 1864 год, в Химране имелось 30 дворов и 306 жителей (152 мужчины и 154 женщины), которые были татами-суннитами. По сведениям 1873 года, опубликованным в изданном в 1879 году под редакцией Н. К. Зейдлица «Сборнике сведений о Кавказе», в
Химране было уже 33 двора и 463 жителя (248 мужчин и 215 женщин), но теперь они фигурировали как «татары»-сунниты (азербайджанцы-сунниты). 
Материалы посемейных списков на 1886 год сообщают, что Химран населяло 639 жителей (357 мужчин и 282 женщины; 33 дыма), являвшихся татами-суннитами и крестьянами на казённой земле.

### XX век
В «Кавказском календаре» на 1910 год сказано, что численность населения Химрана за 1908 год составляло 150 человека, преимущественно «татары» (азербайджанцы). По сведениям Списка населённых мест, относящегося к Бакинской губернии и изданного Бакинским губернским статистическим комитетом в 1911 году, здесь жило 154 человека (78 мужчин и 76 женщин; 7 дымов), «татар» (азербайджанцев), которые были поселяне на казённой земле; при этом 6 мужчин имели грамотность на местном языке.
Очередной «Кавказский календарь» на 1912 год показывает уменьшение населения Химрана до 153 жителей, а следующий «Кавказский календарь» на 1915 год — до 146 жителей, и в обоих случаях жители были указаны как «татары» (азербайджанцы). По Азербайджанской сельскохозяйственной переписи 1921 года Химран населяли 106 человек (63 мужчины и 43 женщины), преимущественно таты. 
В 1928 году обследованием татов занимался советский иранист Б. В. Миллер. На основе сведений, полученных в Шемахе от лагичцев, он привёл перечень татских селений Шемахинского и Геокчайского районов. В их числе значился Химран, который Б. В. Миллер записал латиницей как Xьmirun.
По материалам издания «Административное деление АССР», подготовленного в 1933 году Управлением народно-хозяйственным учётом Азербайджанской ССР (АзНХУ), по состоянию на 1 января 1933 года в Химране было 152 человека коренного населения (то есть приписанного к данному селу), среди которых 82 мужчин и 70 женщин. В этих же материалах указано, что весь сельсовет, к которому принадлежал Химран, на 100 % состоял из «тюрок» (азербайджанцев).

## Язык
Согласно «Кавказскому календарю» на 1856 год жители Химрана разговаривали между собой «на испорченном фарсийском и татарском» (то есть на татском и азербайджанском) языках.
До революции татским языком занимался русский этнограф и языковед, академик В. Ф. Миллер. Он работал с учеником Бакинского технического училища, уроженцем Лагича — Агабалой Джанбахшевым. По показаниям последнего в Химране слышался тот же говор, что в Лагиче и других селениях Шемахинского (Аган, Намазджа, Гарсала) и Геокчайского (Джандуо, Дуворьюн, Чандувор, Даребабо, Быгыр, Улджудж, Воша, Мюдри, Джулиан и др.) уездов.